# Dòriath
En l'univers fictici creat per l'escriptor britànic J. R. R. Tolkien, Dòriath era un regne boscós a les ribes del gran riu Sírion, on s'incloïen els boscos Noldoreth (Taur-ba-Neldor, al nord, un bosc de faigs), Nivrim (a l'oest, un bosc de roures), i Regíon (el bosc principal). A més a més els boscos de Brèthil i Nan Émlmoth es consideraven part de Dòriath, però quedaven fora del Cinturó de Na Mèlian.
El seu nom significa "Terra Tancada" (de Dor="Terra" + iath="tanca") i té el seu origen en l'encanteri a què Mèlian la Maia el sotmeté impedint-hi l'entrada d'enemics. Aquesta protecció va ser coneguda com el cinturó de Na Mélian.

## Història
Durant el Gran Viatge que els éldar que s'havien despertat a Cuiviénen van fer cap a Vàlinor, els vànyar i els nóldor van travessar el que esdevindria el bosc de Dòriath. Quan van passar-hi els teleri, el seu senyor Elwë es va perdre a Nan Élmoth, on va trobar Mèlian. Elwë (anomenat Thíngol) i alguns dels teleri es van quedar a viure a Beleríand, i van passar a ser coneguts com a síndar o elfs grisos. Thíngol esdevingué el seu rei.
El nom original de Dòriath era Eglador, que significava "la Terra dels Desemoarats", però quan en els anys previs a la Primera Edat les criatures de Mélkor (orcs) van començar a intensificar els seus atacas, Mélian va aixecar el seu cinturó i el regne va passar a ser conegut com a Dòriath.
Thíngol va contractar els nans de Belegost per construir les caverned de Menergoth al centre de Dòriath, que acabarien sent la capital i residència del monarca.
El Rei Elu Thíngol de Dòriath, Reis Suprem dels Síndar, considerava que el seu regne no consistia només en Dòriath sinó en tot Beleríand del Guélion al Belagaer. Tot i això aquest reconeixement no era unànime a tot Beleríand, especialment des que els nóldor van tornar a la Terra Mitjana. Thíngol no els va permetre entrar a Dòriath (excepte a la casa de Finarfin, que eren parents seus a través del seu germà Olwë), i quan conegué els fets de la matança d'Alqualondë fins i tot va prohibir que la seva llengua, el quenya, es parlés.
Més tard, quan els homes van arribar a Beleríand, també se'ls va impedir entrar, però a instàncies de Fínrod Felagund als Haladin se'ls va deixar viure a Brethil.
Beren, fill de Bàrahir i de la Primera Casa dels Homes, va travessar el Cinturó de Na Mèlian tal com havia estat profetitzat, i va conèixer Lúthien de qui s'enamorà.
L'altre gran heroi dels edain de la Primera Edat, Turin, també va viure a Dòriath fins que va esdevenir major d'edat i en va fugir. Més tard la seva mare i la seva germana, Morwen i Nienor, també hi van viure fins que es perderen.
Quan Thíngol va demanar als nans de Nogrod que encastessin el Silmaril de Beren i Lúthien al Nauglamirm, els nans van voler robar la joia i van matar Thíngol en el que es va convertir en el primer saqueig de Dòriath. Amb la mort del seu espòs, Mèlian va abandonar el regne, i amb ella el cercle protector va desaparèixer.
Dòriath es va restituir breument sota el regnat del fill de Beren i Luthien, Dior, però els fills d'En Fèanor van atacar-lo per robar el Silmaril, en la Segona Matança Fratricida entre elfs i també el segon saqueig de Dòriath. Després de l'atac, el reialme es va desfer i Dòriath va quedar abandonat.

## Reis de Dòriath
1. Elu Thíngol (? - 503)
2. Dior Eluchil (504 - 507)